# 3016 Meuse
3016 Meuse eller 1981 EK är en asteroid i huvudbältet som upptäcktes den 1 mars 1981 av den belgiske astronomen Henri Debehogne och den italienska astronomen Giovanni de Sanctis vid La Silla-observatoriet. Den är uppkallad efter floden Maas som flyter genom Frankrike, Belgien och Nederländerna.
Asteroiden har en diameter på ungefär 9 kilometer och den tillhör asteroidgruppen Koronis.